# منتخب أذربيجان لكرة القدم الشاطئية
منتخب أذربيجان لكرة القدم الشاطئية (بالأذرية: Çimərlik futbolu üzrə Azərbaycan milli komandası) ، هي منتخب كرة قدم شاطئية في جمهورية أذربيجان.

## وصلة خارجية
- Azerbaijan Beach Soccer Federation